# Lijst van valleien op de Maan
Dit is een lijst van valleien op de Maan.
| Naam               | Grootte | Eponiem                          |
| ------------------ | ------- | -------------------------------- |
| Vallis Alpes       | 166 km  | -                                |
| Vallis Baade       | 203 km  | Walter Baade                     |
| Vallis Bohr        | 80 km   | Niels Bohr                       |
| Vallis Bouvard     | 284 km  | Alexis Bouvard                   |
| Vallis Capella     | 49 km   | Martianus Capella                |
| Vallis Inghirami   | 148 km  | Giovanni Inghirami               |
| Vallis Palitzsch   | 132 km  | Johann Palitzsch                 |
| Vallis Planck      | 451 km  | Max Planck                       |
| Vallis Rheita      | 445 km  | Anton Maria Schyrleus van Rheita |
| Vallis Schrödinger | 310 km  | Erwin Schrödinger                |
| Vallis Schröteri   | 168 km  | Johann Hieronymus Schröter       |
| Vallis Snellius    | 592 km  | Willebrord Snellius              |